# Parigi-Nizza 2008
La Parigi-Nizza 2008, sessantaseiesima edizione della corsa, si svolse in sette tappe precedute da un cronoprologo iniziale dal 9 al 16 marzo 2008, per un percorso totale di 1138,1 km da Amilly a Nizza, Francia. Fu vinta dall'italiano Davide Rebellin della Gerolsteiner, che concluse la corsa con tre secondi di vantaggio sul secondo classificato Rinaldo Nocentini.

## Tappe
| Tappa  | Data     | Percorso                     | km     | Vincitore di tappa | Leader cl. generale |
| ------ | -------- | ---------------------------- | ------ | ------------------ | ------------------- |
| Prol.  | 9 marzo  | Amilly (Cron. individuale)   | 4,6    | Thor Hushovd       | Thor Hushovd        |
| 1ª     | 10 marzo | La Chapelotte > Nevers       | 93,5   | Gert Steegmans     | Thor Hushovd        |
| 2ª     | 11 marzo | Nevers > Belleville          | 201    | Gert Steegmans     | Thor Hushovd        |
| 3ª     | 12 marzo | Fleurie > Saint-Étienne      | 165,5  | Kjell Carlström    | Sylvain Chavanel    |
| 4ª     | 13 marzo | Montélimar > Mont Ventoux    | 176    | Cadel Evans        | Robert Gesink       |
| 5ª     | 14 marzo | Althen-des-Paluds > Sisteron | 172,5  | Carlos Barredo     | Robert Gesink       |
| 6ª     | 15 marzo | Sisteron > Cannes            | 206    | Sylvain Chavanel   | Davide Rebellin     |
| 7ª     | 16 marzo | Nizza > Nizza                | 119    | Luis León Sánchez  | Davide Rebellin     |
| Totale | Totale   | Totale                       | 1138,1 |                    |                     |

## Squadre partecipanti
| N.    | Cod. | Squadra             |
| ----- | ---- | ------------------- |
| 1-8   | GST  | Gerolsteiner        |
| 11-18 | GCE  | Caisse d'Epargne    |
| 21-28 | LAM  | Lampre-N.G.C.       |
| 31-38 | LIQ  | Liquigas            |
| 41-48 | SIL  | Silence-Lotto       |
| 51-58 | CSC  | Team CSC            |
| 61-68 | C.A  | Crédit Agricole     |
| 71-78 | EUS  | Euskaltel-Euskadi   |
| 81-88 | FDJ  | Française des Jeux  |
| 91-98 | SDV  | Saunier Duval-Scott |

| N.      | Cod. | Squadra                          |
| ------- | ---- | -------------------------------- |
| 101-108 | BTL  | Bouygues Télécom                 |
| 111-118 | THR  | Team High Road                   |
| 121-128 | COF  | Cofidis, le Crédit par Téléphone |
| 131-138 | RAB  | Rabobank                         |
| 141-148 | ALM  | AG2R La Mondiale                 |
| 151-158 | QST  | Quick Step                       |
| 161-168 | AGR  | Agritubel                        |
| 171-178 | MRM  | Team Milram                      |
| 181-188 | TSL  | Team Slipstream-Chipotle p/b H30 |
| 191-198 | SKS  | Skil-Shimano                     |

## Resoconto degli eventi
I giorni precedenti la partenza furono segnati dalle aspre polemiche tra la ASO, società organizzatrice della competizione, e l'UCI, che minacciò di sanzionare severamente i corridori che avessero preso parte a questa corsa "ribelle", uscita di recente dal proprio calendario. Minacce poi comunque non messe in pratica.
Un'altra fonte di contrasti fu l'esclusione di Alberto Contador, il ciclista spagnolo vincitore assoluto nel 2007, che non poté prendere il via e difendere il titolo conquistato l'anno prima, in quanto facente parte dell'Astana, squadra coinvolta in numerosi scandali legati al doping durante la stagione precedente (quando però Contador non ne era membro), a cui l'ASO vietò di partecipare ad ogni manifestazione da loro organizzata.

## Dettagli delle tappe

### Prologo
- 9 marzo: Amilly – Cronometro individuale – 4,6 km

Risultati
| Pos. | Corridore         | Squadra         | Tempo |
| ---- | ----------------- | --------------- | ----- |
| 1    | Thor Hushovd      | Crédit Agricole | 5'28" |
| 2    | Markel Irizar     | Euskaltel       | a 4"  |
| 3    | Stefan Schumacher | Gerolsteiner    | a 5"  |

| Pos. | Corridore         | Squadra         | Tempo |
| ---- | ----------------- | --------------- | ----- |
| 1    | Thor Hushovd      | Crédit Agricole | 5'28" |
| 2    | Markel Irizar     | Euskaltel       | a 4"  |
| 3    | Stefan Schumacher | Gerolsteiner    | a 5"  |

Descrizione e riassunto
La frazione inaugurale, una breve sfida a cronometro nei dintorni di Parigi, fu vinta da Thor Hushovd, uno dei pochi velocisti presenti in questa corsa impegnativa. Il norvegese, la cui partecipazione è stata certamente favorita dall'assenza della sua Crédit Agricole alla quasi contemporanea Tirreno-Adriatico, precede il sorprendente basco Markel Irizar (Euskaltel-Euskadi) e il tedesco Stefan Schumacher (Gerolsteiner). Il migliore degli italiani è Leonardo Bertagnolli (Liquigas), settimo a sette secondi da Hushovd.

### 1ª tappa
- 10 marzo: La Chapelotte > Nevers – 93,5 km[1]

Risultati
| Pos. | Corridore      | Squadra         | Tempo    |
| ---- | -------------- | --------------- | -------- |
| 1    | Gert Steegmans | Quick Step      | 2h21'29" |
| 2    | Jérôme Pineau  | Bouygues Tél.   | a 2"     |
| 3    | Thor Hushovd   | Crédit Agricole | s.t.     |

| Pos. | Corridore      | Squadra         | Tempo    |
| ---- | -------------- | --------------- | -------- |
| 1    | Thor Hushovd   | Crédit Agricole | 2h26'55" |
| 2    | Gert Steegmans | Quick Step      | a 6"     |
| 3    | Karsten Kroon  | Team CSC        | a 12"    |

Descrizione e riassunto
La tappa venne ridotta a soli 93,5 chilometri, con lo spostamento della partenza a La Chapelotte, a causa delle cattive condizioni meteorologiche. L'azione di forza di Gert Steegmans negli ultimi metri (dalle pendenze fino al nove per cento) fruttò al belga la vittoria in uno sprint ristretto ad una ventina di corridori, tra i quali Thor Hushovd che tagliò il traguardo in terza posizione - fra i due si inserì il francese Jérôme Pineau - e mantenne il comando della classifica generale.
Nonostante pioggia e vento, lo slovacco Peter Velits (Milram), il suo compagno di squadra olandese Niki Terpstra e l'austriaco Bernhard Eisel (High Road) rimasero in fuga per diverso tempo prima di venire raggiunti ad una quindicina di chilometri dall'arrivo.
La principale vittima di giornata fu l'australiano Cadel Evans (Silence-Lotto) che, coinvolto in una caduta, finì ad oltre due minuti e mezzo dai primi e vide compromesse praticamente tutte le sue possibilità di vittoria finale. Destino analogo fu riservato ad un altro possibile protagonista della corsa, il basco Haimar Zubeldia, anch'egli attardato all'arrivo.

### 2ª tappa
- 11 marzo: Nevers > Belleville – 201 km

Risultati
| Pos. | Corridore        | Squadra         | Tempo    |
| ---- | ---------------- | --------------- | -------- |
| 1    | Gert Steegmans   | Quick Step      | 5h29'47" |
| 2    | Thor Hushovd     | Crédit Agricole | s.t.     |
| 3    | Sylvain Chavanel | Cofidis         | s.t.     |

| Pos. | Corridore      | Squadra         | Tempo    |
| ---- | -------------- | --------------- | -------- |
| 1    | Thor Hushovd   | Crédit Agricole | 7h56'34" |
| 2    | Gert Steegmans | Quick Step      | a 3"     |
| 3    | Jérôme Pineau  | Bouygues Tél.   | a 23"    |

Descrizione e riassunto
Seguendo le orme del compagno di squadra e connazionale Tom Boonen, già capace di simili prestazioni in passato, Gert Steegmans della Quick Step si aggiudicò pure la seconda tappa. La frazione si concluse infatti con il belga primo davanti al norvegese Thor Hushovd il quale, grazie al piazzamento, rimase leader della classifica generale, pur vedendo il suo vantaggio sul vincitore della tappa dimezzato ad appena tre secondi.
Il francese Chavanel completò il podio di giornata, mentre quattro italiani finirono tra i primi dieci: Matteo Tosatto, anch'egli della Quick Step, Mirco Lorenzetto (Lampre), Enrico Franzoi (Liquigas) e Manuele Mori (Saunier Duval-Scott).
L'altro protagonista della tappa fu il francese Thierry Hupond (Skil-Shimano), in fuga per 150 chilometri prima di essere raggiunto ad una ventina di chilometri dalla meta, e nuovo leader del Gran Premio della Montagna.

### 3ª tappa
- 12 marzo: Fleurie > Saint-Étienne – 165,5 km

Risultati
| Pos. | Corridore           | Squadra         | Tempo    |
| ---- | ------------------- | --------------- | -------- |
| 1    | Kjell Carlström     | Liquigas        | 4h39'14" |
| 2    | Clément Lhotellerie | Skil-Shimano    | s.t.     |
| 3    | Pierre Rolland      | Crédit Agricole | a 43"    |

| Pos. | Corridore         | Squadra      | Tempo     |
| ---- | ----------------- | ------------ | --------- |
| 1    | Sylvain Chavanel  | Cofidis      | 12h37'01" |
| 2    | Luis León Sánchez | C. d'Epargne | a 3"      |
| 3    | Gorka Verdugo     | Euskaltel    | a 8"      |

Descrizione e risultati
Con le prime vere salite, arrivò la prima vittoria stagionale per il finlandese Kjell Carlström della squadra italiana Liquigas che, andato in fuga all'ottavo chilometro assieme a Clément Lhotellerie (Skil-Shimano) e Bradley McGee (Team CSC), batté facilmente il francese nella volata a due a Saint-Etienne, mentre l'australiano era rimasto staccato già sulla Croix-de-Chabouret. Il primo gruppo inseguitore, regolato da un altro corridore poco conosciuto, Pierre Rolland, e comprendente pure gli italiani Damiano Cunego e Davide Rebellin, giunse a 43 secondi.
Come ampiamente previsto i velocisti non tennero il passo sulle pendenze più difficili e la maglia gialla finì di conseguenza dalle spalle di Thor Hushovd a quelle del transalpino Sylvain Chavanel (Cofidis), anch'egli arrivato a 43" dal vincitore di tappa.

### 4ª tappa
- 13 marzo: Montélimar > Mont Ventoux – 176 km

Risultati
| Pos. | Corridore         | Squadra      | Tempo    |
| ---- | ----------------- | ------------ | -------- |
| 1    | Cadel Evans       | Silence      | 4h32'56" |
| 2    | Robert Gesink     | Rabobank     | s.t.     |
| 3    | Rinaldo Nocentini | AG2R La Mon. | a 33"    |

| Pos. | Corridore         | Squadra      | Tempo     |
| ---- | ----------------- | ------------ | --------- |
| 1    | Robert Gesink     | Rabobank     | 17h10'12" |
| 2    | Davide Rebellin   | Gerolsteiner | a 32"     |
| 3    | Rinaldo Nocentini | AG2R La Mon. | a 35"     |

Descrizione e risultati
La corsa tornò sul celeberrimo Mont Ventoux e la tappa, ricca di colpi di scena, presentò una durissima battaglia. Iniziarono Aljaksandr Kučynski (Liquigas), Jens Voigt (Team CSC), Bernhard Eisel (High Road) e Ian Terpstra (Milram) con un attacco dopo appena dieci chilometri, rimanendo in testa fino all'ultima salita, dove il tedesco, vedendo il gruppo avvicinarsi, partì da solo fermandosi però dopo pochi chilometri.
Entrarono quindi in scena altri protagonisti, tra i quali Davide Rebellin, Fränk Schleck, Jaroslav Popovyč, Cadel Evans e Robert Gesink: ai primi tre mancò lo spunto finale, che ebbero invece gli altri due e alla fine ci fu gloria per entrambi: l'australiano Evans centrò il suo secondo successo stagionale, mentre il giovane olandese Gesink, unico corridore in grado di tenergli le ruote fino al traguardo, indossò la maglia gialla nel giorno della resa di Sylvain Chavanel, finito a quasi quattro minuti dai primi.

### 5ª tappa
- 14 marzo: Althen-des-Paluds > Sisteron – 172,5 km

Risultati
| Pos. | Corridore      | Squadra       | Tempo    |
| ---- | -------------- | ------------- | -------- |
| 1    | Carlos Barredo | Quick Step    | 3h58'01" |
| 2    | Karsten Kroon  | Team CSC      | a 4"     |
| 3    | Manuele Mori   | Saunier Duval | s.t.     |

| Pos. | Corridore         | Squadra      | Tempo     |
| ---- | ----------------- | ------------ | --------- |
| 1    | Robert Gesink     | Rabobank     | 21h10'28" |
| 2    | Davide Rebellin   | Gerolsteiner | a 32"     |
| 3    | Rinaldo Nocentini | AG2R La Mon. | a 35"     |

Descrizione e risultati
Frazione "di trasferimento" che visse su una fuga di diciassette corridori che beneficiarono dello scarso interesse del gruppo a riprenderli, poiché nessuno di loro era particolarmente avanti in classifica generale. Solo la Lampre abbozzò un tardivo e inutile inseguimento.
La testa della corsa si ridusse a cinque elementi quando Carlos Barredo, Karsten Kroon, il velocista azzurro Emanuele Mori, il campione nazionale francese Christophe Moreau e il suo compatriota Pierre Rolland attaccarono a circa 15 chilometri dall'arrivo. Llo spagnolo Barredo se ne andò sull'ultimo, breve tratto in salita e, complice qualche indecisione di troppo degli altri quattro, colse una prestigiosa vittoria in solitario.
Robert Gesink conservò la maglia gialla e anche tutte le altre classifiche rimasero invariate al vertice.

### 6ª tappa
- 15 marzo: Sisteron > Cannes – 206 km

Risultati
| Pos. | Corridore         | Squadra      | Tempo    |
| ---- | ----------------- | ------------ | -------- |
| 1    | Sylvain Chavanel  | Cofidis      | 5h00'25" |
| 2    | Luis León Sánchez | C. d'Epargne | a 2"     |
| 3    | Bobby Julich      | Team CSC     | s.t.     |

| Pos. | Corridore         | Squadra      | Tempo     |
| ---- | ----------------- | ------------ | --------- |
| 1    | Davide Rebellin   | Gerolsteiner | 26h11'31" |
| 2    | Rinaldo Nocentini | AG2R La Mon. | a 3"      |
| 3    | Jaroslav Popovyč  | Silence      | a 48"     |

Descrizione e riassunto
Nella sua frazione più lunga, la corsa giunse sulle rive del Mediterraneo a Cannes. Protagonisti di giornata furono Sylvain Chavanel che trovò la zampata vincente sul lungomare della cittadina della Costa Azzurra e regolò un gruppetto di fuggitivi, comprendente pure Luís León Sanchez, Damiano Cunego e Bobby Julich, in grado di fare la differenza sulla discesa del colle di Tanneron, e Davide Rebellin, lui stesso all'attacco nel medesimo tratto in discesa: il corridore veronese, quinto al traguardo, sorprese il giovane Robert Gesink e lo staccò di oltre un minuto, finendo così in testa alla classifica generale con un vantaggio di tre secondi su Rinaldo Nocentini, altro corridore molto attivo scendendo il Tanneron. Jaroslav Popovyč inseguiva a 42 secondi, mentre Gesink scivolò al quarto posto a 51 secondi dall'italiano.

### 7ª tappa
- 16 marzo: Nizza > Nizza – 119 km

Risultati
| Pos. | Corridore         | Squadra      | Tempo    |
| ---- | ----------------- | ------------ | -------- |
| 1    | Luis León Sánchez | C. d'Epargne | 2h51'12" |
| 2    | Maxime Monfort    | Cofidis      | s.t.     |
| 3    | Carlos Barredo    | Quick Step   | s.t.     |

| Pos. | Corridore         | Squadra      | Tempo     |
| ---- | ----------------- | ------------ | --------- |
| 1    | Davide Rebellin   | Gerolsteiner | 29h02'48" |
| 2    | Rinaldo Nocentini | AG2R La Mon. | a 3"      |
| 3    | Jaroslav Popovyč  | Silence      | a 48"     |

Descrizione e riassunto

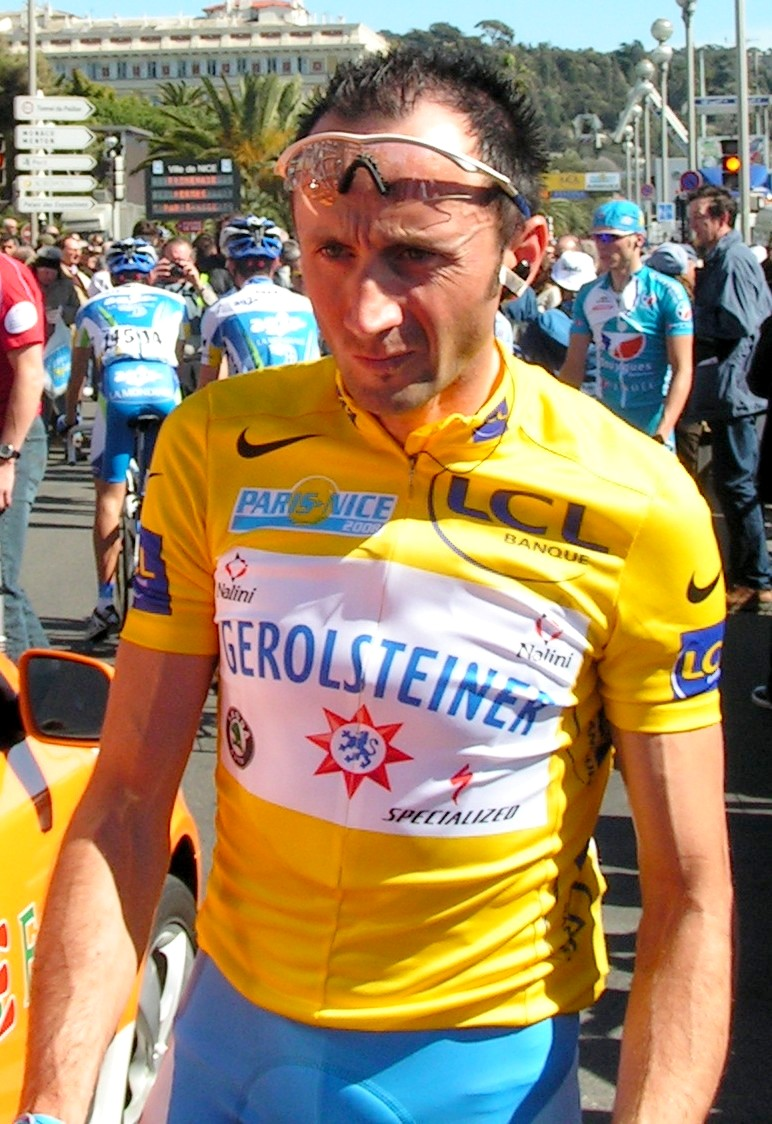
Davide Rebellin in giallo a Nizza

La tappa finale, con partenza e arrivo sul lungomare nizzardo, andò allo spagnolo Luis León Sánchez (Caisse d'Epargne), secondo classificato il giorno precedente, bravo a raggiungere e lasciare per strada i fuggitivi José Alberto Benítez (Saunier Duval-Scott) e Clément Lhotellerie (Skil-Shimano), che aveva tentato un'azione in solitaria sul Col d'Èze, ultima asperità di giornata, e resistere al ritorno del gruppo dopo aver attaccato sulla discesa conclusiva. Maxime Monfort e Carlos Barredo non riuscirono a riprenderlo per un soffio e si dovettero accontentare delle piazze d'onore.
La vittoria finale andò dunque a Davide Rebellin, al suo primo centro dopo i secondi posti del 2004 e del 2007, e secondo terminò Rinaldo Nocentini, finito a soli tre secondi dalla maglia gialla. Jaroslav Popovyč completò il podio assoluto, mentre Robert Gesink vinse la classifica dei giovani. Clément Lhotellerie vinse il Gran Premio della Montagna e lo sprinter vichingo Thor Hushovd si aggiudicò la graduatoria a punti. La Quick Step vinse la classifica a squadre per la prima volta in una grande corsa a tappe.

## Evoluzione delle classifiche
| Tappa              | Vincitore          | Classifica generale Maglia gialla | Classifica a punti Maglia verde | Classifica scalatori Maglia a pois | Classifica giovani Maglia bianca | Classifica a squadre Numero giallo |
| ------------------ | ------------------ | --------------------------------- | ------------------------------- | ---------------------------------- | -------------------------------- | ---------------------------------- |
| Prol.              | Thor Hushovd       | Thor Hushovd                      | Thor Hushovd                    | Non assegnata                      | Andrij Hrivko                    | Crédit Agricole                    |
| 1ª                 | Gert Steegmans     | Thor Hushovd                      | Thor Hushovd                    | Dionisio Galparsoro                | Andrij Hrivko                    | Quick Step                         |
| 2ª                 | Gert Steegmans     | Thor Hushovd                      | Thor Hushovd                    | Thierry Hupond                     | Trent Lowe                       | Quick Step                         |
| 3ª                 | Kjell Carlström    | Sylvain Chavanel                  | Thor Hushovd                    | Clément Lhotellerie                | Luis León Sánchez                | Quick Step                         |
| 4ª                 | Cadel Evans        | Robert Gesink                     | Thor Hushovd                    | Clément Lhotellerie                | Robert Gesink                    | Quick Step                         |
| 5ª                 | Carlos Barredo     | Robert Gesink                     | Thor Hushovd                    | Clément Lhotellerie                | Robert Gesink                    | Quick Step                         |
| 6ª                 | Sylvain Chavanel   | Davide Rebellin                   | Thor Hushovd                    | Clément Lhotellerie                | Robert Gesink                    | Quick Step                         |
| 7ª                 | Luis León Sánchez  | Davide Rebellin                   | Thor Hushovd                    | Clément Lhotellerie                | Robert Gesink                    | Quick Step                         |
| Classifiche finali | Classifiche finali | Davide Rebellin                   | Thor Hushovd                    | Clément Lhotellerie                | Robert Gesink                    | Quick Step                         |

## Classifiche della corsa

### Classifica generale - Maglia gialla
| Pos. | Corridore          | Squadra      | Tempo     |
| ---- | ------------------ | ------------ | --------- |
| 1    | Davide Rebellin    | Gerolsteiner | 29h02'48" |
| 2    | Rinaldo Nocentini  | AG2R La Mon. | a 3"      |
| 3    | Jaroslav Popovyč   | Silence      | a 48"     |
| 4    | Robert Gesink      | Rabobank     | a 51"     |
| 5    | Luis León Sánchez  | C. d'Epargne | a 1'09"   |
| 6    | Juan Manuel Gárate | Quick Step   | a 1'12"   |
| 7    | Gorka Verdugo      | Euskaltel    | a 2'17"   |
| 8    | Carlos Barredo     | Quick Step   | a 2'24"   |
| 9    | Sylvain Chavanel   | Cofidis      | a 2'39"   |
| 10   | Aleksandr Efimkin  | Quick Step   | a 3'21"   |

### Classifica a punti - Maglia verde
| Pos. | Corridore         | Squadra         | Punti |
| ---- | ----------------- | --------------- | ----- |
| 1    | Thor Hushovd      | Crédit Agricole | 89    |
| 2    | Luis León Sánchez | C. d'Epargne    | 71    |
| 3    | Davide Rebellin   | Gerolsteiner    | 69    |
| 4    | Carlos Barredo    | Quick Step      | 61    |
| 5    | Karsten Kroon     | Team CSC        | 59    |

### Classifica scalatori - Maglia a pois
| Pos. | Corridore            | Squadra         | Punti |
| ---- | -------------------- | --------------- | ----- |
| 1    | Clément Lhotellerie  | Skil-Shimano    | 79    |
| 2    | Chris Anker Sørensen | Team CSC        | 28    |
| 3    | Bobby Julich         | Team CSC        | 20    |
| 4    | Kjell Carlström      | Liquigas        | 19    |
| 5    | Rémi Pauriol         | Crédit Agricole | 16    |

### Classifica giovani - Maglia bianca
| Pos. | Corridore           | Squadra         | Tempo     |
| ---- | ------------------- | --------------- | --------- |
| 1    | Robert Gesink       | Rabobank        | 29h03'39" |
| 2    | Luis León Sánchez   | C. d'Epargne    | a 18"     |
| 3    | Clément Lhotellerie | Skil-Shimano    | a 3'20"   |
| 4    | Simon Špilak        | Lampre          | a 3'32"   |
| 5    | Pierre Rolland      | Crédit Agricole | a 3'51"   |

### Classifica a squadre - Numero giallo
| Pos. | Squadra                          | Tempo     |
| ---- | -------------------------------- | --------- |
| 1    | Quick Step                       | 87h11'40" |
| 2    | Crédit Agricole                  | a 6'57"   |
| 3    | Cofidis, le Crédit par Téléphone | a 13'54"  |
| 4    | Silence-Lotto                    | a 17'51"  |
| 5    | Caisse d'Epargne                 | a 29'16"  |